# Open Bucaramanga 2009
L'Open Bucaramanga 2009, noto come Seguros Bolívar Open Bucaramanga 2009 per motivi di sponsorizzazione, è stato un torneo professionistico di tennis maschile giocato sulla terra rossa, che faceva parte dell'ATP Challenger Tour 2009. Si è giocato a Bucaramanga in Colombia dal 26 gennaio al 1º febbraio 2009.

## Partecipanti

### Teste di serie
| Nazionalità | Giocatore               | Ranking* | Testa di serie |
| ----------- | ----------------------- | -------- | -------------- |
| Argentina   | Diego Hartfield         | 167      | 1              |
| Brasile     | Ricardo Hocevar         | 168      | 2              |
| Argentina   | Juan Pablo Brzezicki    | 176      | 3              |
| Argentina   | Horacio Zeballos        | 181      | 4              |
| Spagna      | Miguel Ángel López Jaén | 190      | 5              |
| Argentina   | Mariano Puerta          | 194      | 6              |
| Brasile     | João Souza              | 200      | 7              |
| Spagna      | Fernando Vicente        | 205      | 8              |

- Ranking al 19 gennaio 2009.

### Altri partecipanti
Giocatori che hanno ricevuto una wild card:
- Sat Galán
- Filip Krajinović
- Carlos Salamanca
- Michael Quintero

Giocatori passati dalle qualificazioni:
- Jorge Aguilar
- Enrico Burzi
- Eric Gomes
- Grzegorz Panfil
- Alejandro Fabbri (as a Lucky Loser)

Giocatori con uno special exempt:
- Guillermo Hormazábal

## Campioni

### Singolare
Horacio Zeballos ha battuto in finale  Carlos Salamanca con il punteggio di 7–5, 6–2

### Doppio
Diego Álvarez /  Carlos Poch-Gradin hanno battuto in finale  Carlos Avellán /  Eric Gomes con il punteggio di 7–6(7), 6–1